# Венґра
Венґра (пол. Węgra) — село в Польщі, у гміні Черниці-Борові Пшасниського повіту Мазовецького воєводства.
Населення — 204 особи (2011).
У 1975-1998 роках село належало до Цехановського воєводства.

## Демографія
Демографічна структура станом на 31 березня 2011 року:
|          | Загалом | Допрацездатний вік | Працездатний вік | Постпрацездатний вік |
| -------- | ------- | ------------------ | ---------------- | -------------------- |
| Чоловіки | 96      | 22                 | 59               | 15                   |
| Жінки    | 108     | 24                 | 55               | 29                   |
| Разом    | 204     | 46                 | 114              | 44                   |